# Clan Sōma

Carte de l'actuelle préfecture de Fukushima ; la ville moderne de Sōma dont est originaire le clan éponyme est indiquée en vert foncé.

Le clan Sōma (相馬氏, Sōma-shi) est un clan japonais de la province de Mutsu renommé pour ses actions durant le XVIe siècle (époque Sengoku). Prétendant descendre de Taira no Masakado, la famille est une importante composante politique depuis le début de l'époque Nanboku-chō, particulièrement en tant que soutien de Takauji Ashikaga. Du fait de ses relations avec le futur shogun Ashikaga, le clan devient rapidement puissant et, à l'époque Sengoku, est le point central de l'autorité régionale dans le sud de la province de Mutsu.
Sōma Yoshitane, fils de Yoshitane, est le premier daimyo du domaine de Nakamura.
À l'époque de la guerre de Boshin, pendant la direction du daimyo Tomotane, le clan Sōma est signataire du pacte qui crée la coalition Ōuetsu Reppan Dōmei.

## Généalogie des daimyos du clan Sōma
1. Morotsune *(1143-1205)
2. Yoshitane (?-?)
3. Tanetsuna (?-?)
4. Tanemura (?-1270?)
5. Morotane (1263?-1294?)
6. Shigetane (1283?-1337)
7. Chikatane (?-1358)
8. Taneyori (1324-1371)
9. Noritane (?-1395)
10. Tanehiro (?-?)

1. Shigetane (?-?)
2. Takatane (1424-1492)
3. Sōma Moritane (1476-1521)
4. Akitane (1508-1549)
5. Moritane (1529-1601)
6. Yoshitane (1548-1635)

Période Edo, daimyo Sōma han 
1. Toshitane (1581-1625), c. 1602-1625
2. Yoshitane (1619-1651), c. 1625-1651
3. Tadatane (1637-1673), c. 1652-1673

1. Sadatane (1659-1679), c. 1673-1679
2. Masatane (1661-1728), c. 1679-1701
3. Nobutane (1677-1711), c. 1701-1709
4. Takatane (1697-1772), c. 1709-1765
5. Morotane (1734-1791), c. 1765-1783
6. Yoshitane (2e) Sōma (1765-1816), c. 1783-1801
7. Muratane (1781-1839), c. 1801-1813
8. Masutane (1796-1845), c. 1813-1835
9. Mitsutane (1819-1887), c. 1835-1865
10. Tomotane (1852-1892), c. 1865-1871